# Distretto di Oued Rechache
Il distretto di Oued Rechache è un distretto della provincia di Khenchela, in Algeria, con capoluogo Ouled Rechache.

## Comuni
Il distretto di Oued Rechache comprende 2 comuni:
- Ouled Rechache
- El Mahmel